# Alte Tuchfabrik

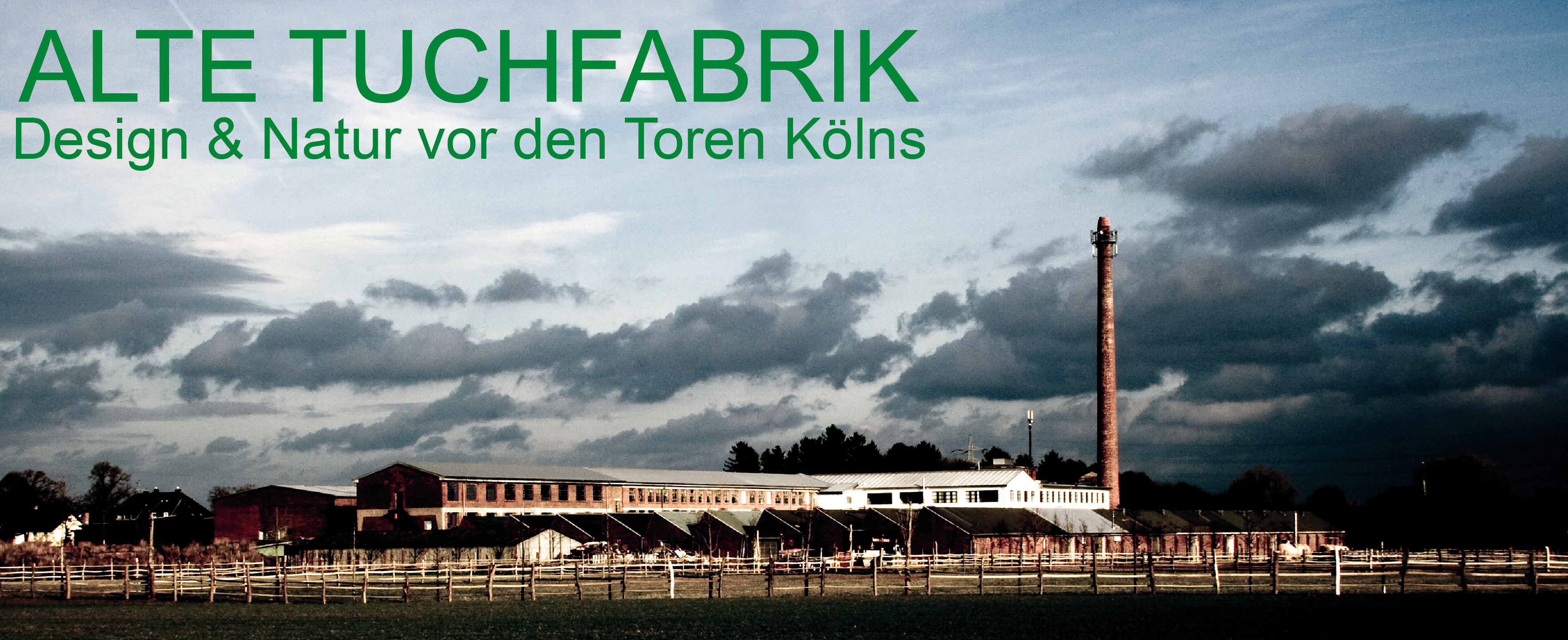
Alte Tuchfabrik

Das Gebäude der Alten Tuchfabrik in Euskirchen ist ein ehemaliges Industriegebäude. Es wurde, nach Schließung der Produktion und damit einhergehendem Verfall zur Industriebrache, restauriert und umgestaltet.
Die Alte Tuchfabrik wird seitdem als Büro- und Gewerbestandort, Veranstaltungslocation, sowie als Ausstellungs- und Verkaufsfläche genutzt.

## Geschichte
Die Wolltuchweberei hatte in der Region Bad Münstereifel und Euskirchen eine lange Tradition. 1411 wurde in Bad Münstereifel die Zunft der Wolltuchweber gegründet. Mit zunehmender Industrialisierung wurde die Tuchherstellung vorrangig in Euskirchen fortgesetzt. Zumeist wurden Lodenstoffe und Uniformtuche hergestellt. Einer der größten Betriebe war die Tuchfabrik Ruhr-Lückerath, die heutige Alte Tuchfabrik. Die ersten Gebäude wurden in den 1850er Jahren errichtet. Das mehrstöckige Gebäude in der Mitte des Ensembles wurde 1887 erbaut und ist in seiner Form als Hochbau mit Rundbogenfenstern, der langen Fensterachse und den Mauerankern ein typischer Fabrikbau der Zeit. 1884 existierten in Euskirchen 16 Tuchfabriken, 1896 waren es 18 und vor Ausbruch des Ersten Weltkrieges 21.
1919 wurde der Betrieb der beiden Euskirchener Tuchfabriken Ruhr und Lückerath vereinigt. 1926 gab es nur noch 14 Tuchfabriken in Euskirchen. Im Zweiten Weltkrieg kam es in Euskirchen zu Zerstörungen, wobei die Gebäude der Firmen Ruhr-Lückerath und Wolfgarten den Krieg nahezu unbeschadet überstanden.
1961 beschäftigte die Tuchfabrik 458 Menschen. 1982 musste die Firma Ruhr-Lückerath aber, als letzte Euskirchener Tuchfabrik, schließen und die 180 noch verbliebenen Beschäftigten entlassen.
Nach der Schließung verfielen die Fabrikbauten zusehends und wurden zum Teil illegal zwischengenutzt; Industriebrachen entstanden. 1998 kaufte ein Kölner Privatmann das Gelände, um die Gebäude zu restaurieren, auszubauen und zu vermieten.

## Architektur
Das Areal umfasst heute 20.000 m² Gebäudeflächen für Ausstellungen, Showrooms, Ateliers, Büros, Wohn-Lofts und Werkstätten. Die historischen Gebäude wurden erhalten. Das mehrstöckige Gebäude in der Mitte des Ensembles wurde 1887 erbaut und ist in seiner Form als Hochbau mit Rundbogenfenstern, der langen Fensterachse und den Mauerankern ein typischer Fabrikbau jener Zeit, welches zum Schluss vor allem als Verwaltung diente. Das große Kessel- und Turbinenhaus mit dem 65 Meter hohen Schornstein steht noch heute. Die Sheddachhallen wurden als Wolferei, Krempelei, Spinnerei und Fertigappretur genutzt. Die Weberei befand sich im Hochbau parallel zum Veybach. Unmittelbar rechts vom Eingang stehen die großen schwarzen Wasseraufbereitungsanlagen, die erforderlich waren, um das Kesselwasser zu entkalken. Zum Ensemble gehören auch ein Pförtnerhäuschen und Arbeiterwohnungen kurz vor dem alten Fabrikeingang.
Die Fabrikgebäude bestehen aus tausenden handvermauerter Backsteinen.

## Wandel vom Produktionsstandort zur heutigen Alten Tuchfabrik
1998 übernahm die Veybach Liegenschaften GmbH die Tuchfabrik Ruhr-Lückerath. Seither wurde diese, unter Einbeziehung historischer Details, restauriert.
Seit Beginn des Umbaus 1998 sind  Verkaufs- und Ausstellungsflächen, Ateliers, Werkstätten und Lagerbereiche, Bürobereiche, Kanzlei- und Praxisräume entstanden.
2004 kamen die Veranstaltungsräume ‚Feuerhalle und Erdhalle’ hinzu, wo seitdem Veranstaltungen, Preisverleihungen, Ehrungen und kulturelle Events stattfinden.
Die architektonische Gestaltung unter Beibehaltung der historischen Substanz fanden in der internationalen Architektur- und Design-Presse Resonanz.